# 12 de dezembro
12 de dezembro é o 346.º dia do ano no calendário gregoriano (347.º em anos bissextos). Faltam 19 dias para acabar o ano.

## Eventos históricos

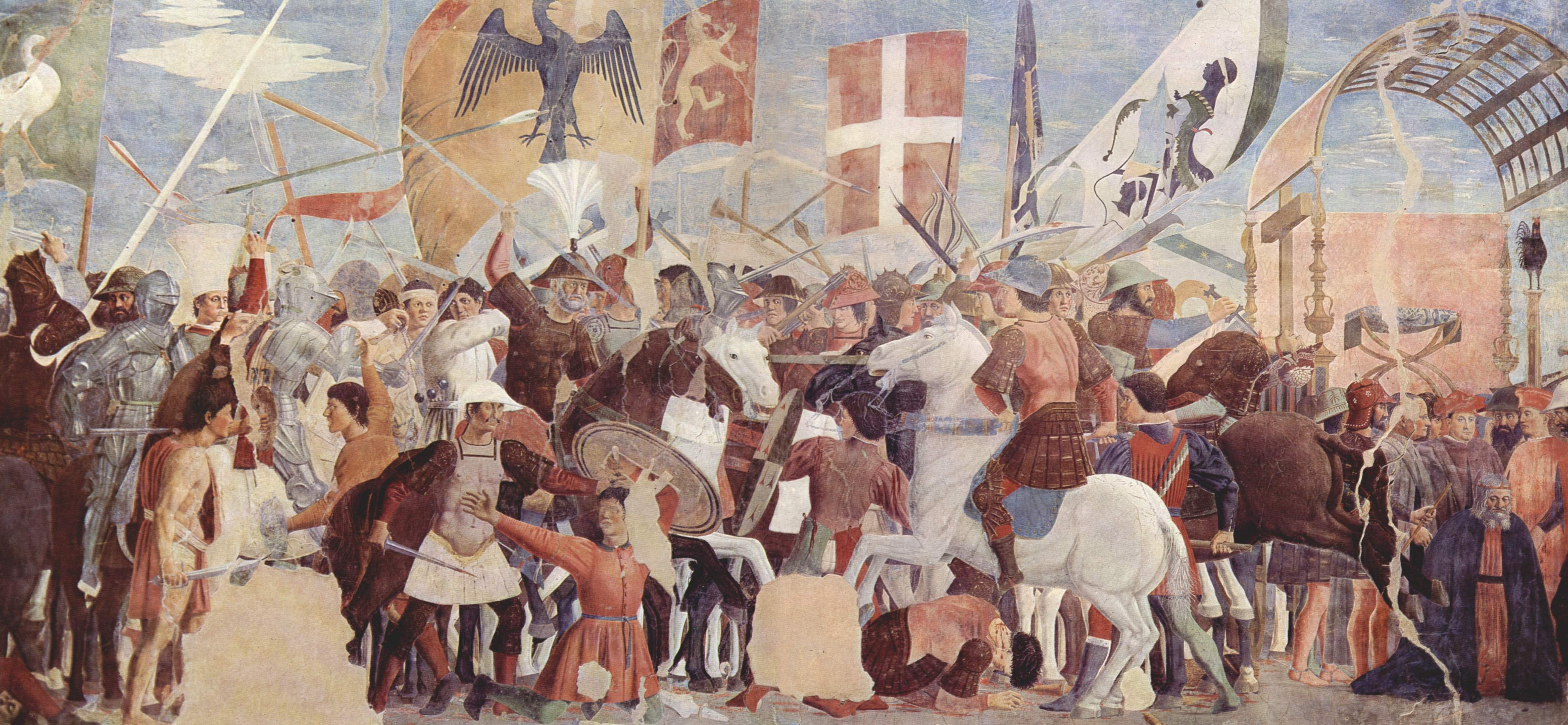
627: Batalha de Nínive

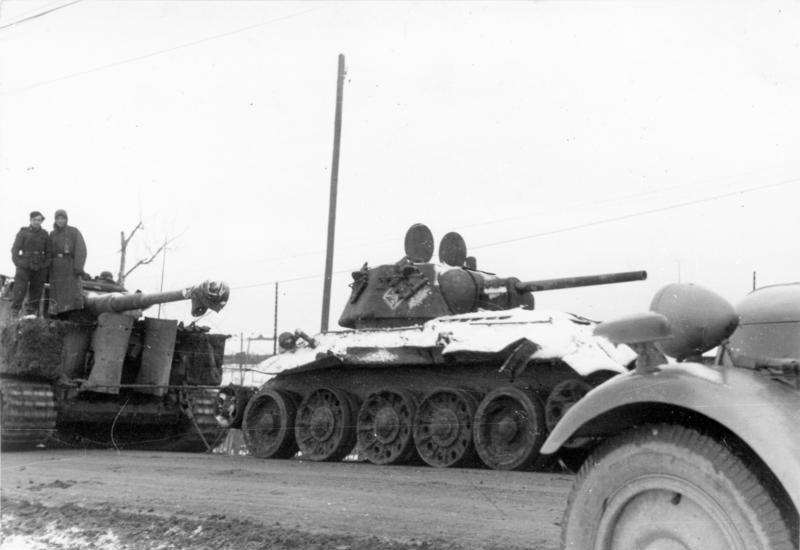
1942: Operação Tempestade de Inverno

- 0627 — Batalha de Nínive: um exército bizantino sob o comando do imperador Heráclio derrota as forças persas do imperador Cosroes II, comandadas pelo general Razates.
- 0884 — O rei Carlomano II morre após um acidente de caça. É sucedido por seu primo, o imperador Carlos, o Gordo, que pela última vez reúne o Reino Franco.
- 1098 — Primeira Cruzada: Cerco de Maarate Anumane: cruzados rompem as muralhas da cidade e massacram cerca de 20 000 habitantes. Depois de se encontrarem com comida insuficiente, eles alegadamente recorrem ao canibalismo.
- 1388 — Maria de Enghien vende o feudo de Argos e Náuplia para a República de Veneza.[1]
- 1408 — A Ordem do Dragão, uma ordem monárquica de cavalaria, é criada por Sigismundo do Luxemburgo, então rei da Hungria.
- 1897 — Belo Horizonte, capital do atual estado de Minas Gerais, é fundada.
- 1901 — Guglielmo Marconi recebe o primeiro sinal de rádio transatlântico (a letra "S" [•••] em Código Morse), em Signal Hill em St John's, Terra Nova.
- 1911 — Deli substitui Calcutá como a capital da Índia.
- 1914 — Toma posse em Portugal o 8.º governo republicano, chefiado pelo presidente do Ministério Victor Hugo de Azevedo Coutinho.
- 1915
  - Yuan Shikai declara o estabelecimento do Império da China e proclama-se imperador.
- 1917 — Toma posse em Portugal o 15.º governo republicano, chefiado pelo presidente do Ministério Sidónio Pais.
- 1925 — O Parlamento do Irã vota para coroar Reza Khan como o novo Xá do Irã, iniciando a dinastia Pahlavi.
- 1935 — O Projeto Lebensborn, um programa de reprodução nazista, é fundado por Heinrich Himmler.
- 1936 — Incidente de Xi’an: o Generalíssimo da República da China, Chiang Kai-shek, é sequestrado por Zhang Xueliang.
- 1937 — Segunda Guerra Sino-Japonesa: Incidente do USS Panay: aviões japoneses bombardeiam e afundam a canhoneira americana USS Panay no rio Yangtze, na China.
- 1939 — Guerra de Inverno: na Batalha de Tolvajärvi, ocorre a primeira grande vitória finlandesa.[2]
- 1941
  - O Holocausto: Adolf Hitler declara o extermínio iminente dos judeus em uma reunião na Chancelaria do Reich.
  - Segunda Guerra Mundial: o Reino Unido declara guerra à Bulgária. Hungria e Romênia declaram guerra aos Estados Unidos. A Índia declara guerra ao Japão.
- 1942 — Segunda Guerra Mundial: tropas alemãs iniciam a Operação Tempestade de Inverno, uma tentativa de aliviar as forças cercadas do Eixo durante a Batalha de Stalingrado.
- 1946 — É adotada a Resolução 13 do Conselho de Segurança das Nações Unidas, relativa à admissão do Sião (atual Tailândia) nas Nações Unidas.
- 1956 — É adotada a Resolução 121 do Conselho de Segurança das Nações Unidas, relativa à admissão do Japão nas Nações Unidas.
- 1958 — República da Guiné é admitida como Estado-Membro da ONU.
- 1963 — O Quênia obtém sua independência do Reino Unido.
- 1969 — Anos de chumbo: Atentado da Piazza Fontana: os escritórios do Banco Nacional da Agricultura na Piazza Fontana, em Milão, são bombardeados.
- 1976 — As primeiras eleições autárquicas, na Terceira República Portuguesa.
- 1979
  - Golpe de Estado de 12 de Dezembro: o major-general do Exército da Coreia do Sul, Chun Doo-hwan, ordena a prisão do chefe do Estado Maior do Exército Jeong Seung-hwa sem autorização do presidente Choi Kyu-hah, alegando envolvimento no assassinato do ex-presidente Park Chung-hee.
  - O Estado não reconhecido do Zimbabwe-Rodésia retorna ao controle britânico e retornar à usar o nome Rodésia do Sul.
  - O terremoto de 8,2 mw Tumaco abala a Colômbia e o Equador, matando de 300 a 600 pessoas, e gerando um grande tsunami.[3]
- 1985 — O voo Arrow Air 1285, um McDonnell Douglas DC-8, cai após a decolagem em Gander, Terra Nova, matando todas as 256 pessoas a bordo, incluindo 236 membros da 101.ª Divisão Aerotransportada do Exército dos Estados Unidos.
- 1999 — Um terremoto de magnitude 7,3 atinge a principal ilha das Filipinas, Luzon, matando seis pessoas, ferindo 40 e causando quedas de energia que afetaram a capital Manila.[4]
- 1991 — A Federação da Rússia retira-se do Tratado de Criação da União Soviética.
- 2000 — A Usina Nuclear de Chernobil é desligada.
- 2001 — O Vietnã anuncia a decisão de transformar a reserva natural Phong Nha-Kẻ Bàng em um parque nacional, fornecendo informações sobre projetos para a conservação e desenvolvimento do parque e mapas revisados.[5]
- 2012
  - O asteroide 4179 Toutatis passa próximo à Terra.
  - A Coreia do Norte lança com sucesso seu primeiro satélite, o Kwangmyŏngsŏng-3 Unit 2.[6]
- 2015 — É adotado o Acordo de Paris relativo à Convenção-Quadro das Nações Unidas sobre a Mudança do Clima.
- 2021 — O piloto holandês de Fórmula 1 Max Verstappen vence o controverso Grande Prêmio de Abu Dhabi de 2021, batendo o heptacampeão mundial Lewis Hamilton e se tornando o primeiro campeão mundial de Fórmula 1 vindo dos Países Baixos.

## Nascimentos

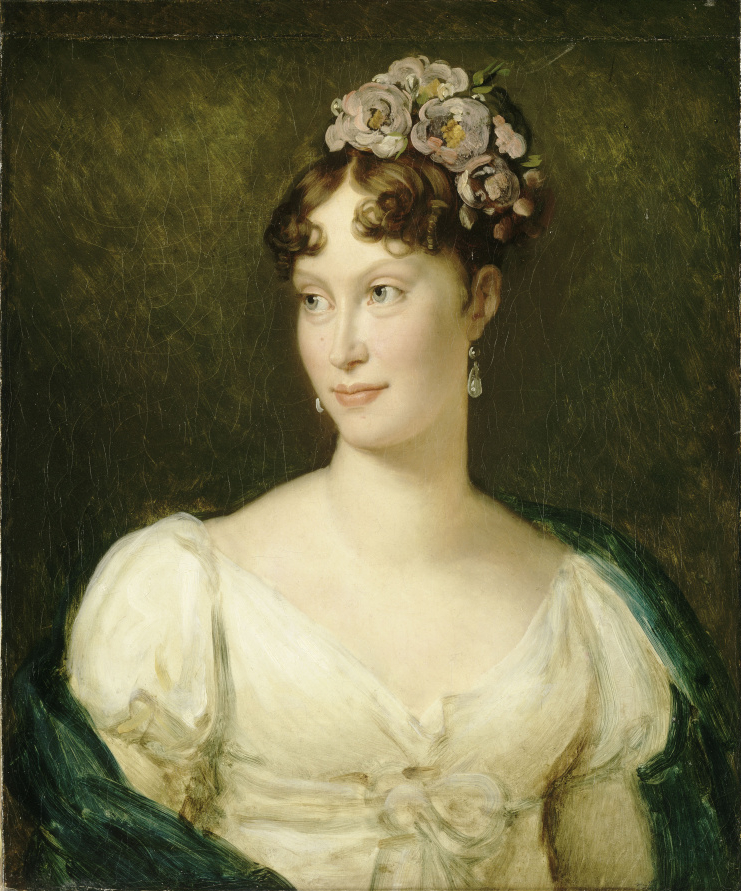
Maria Luísa de Áustria

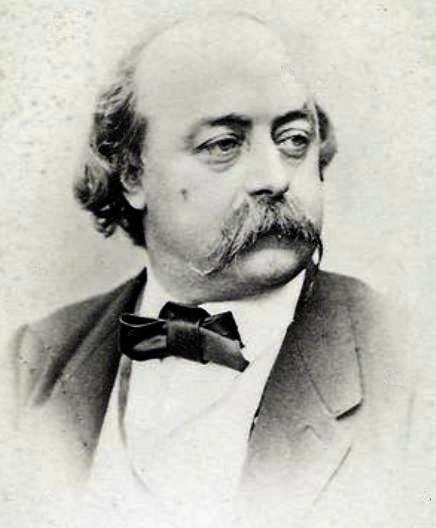
Gustave Flaubert

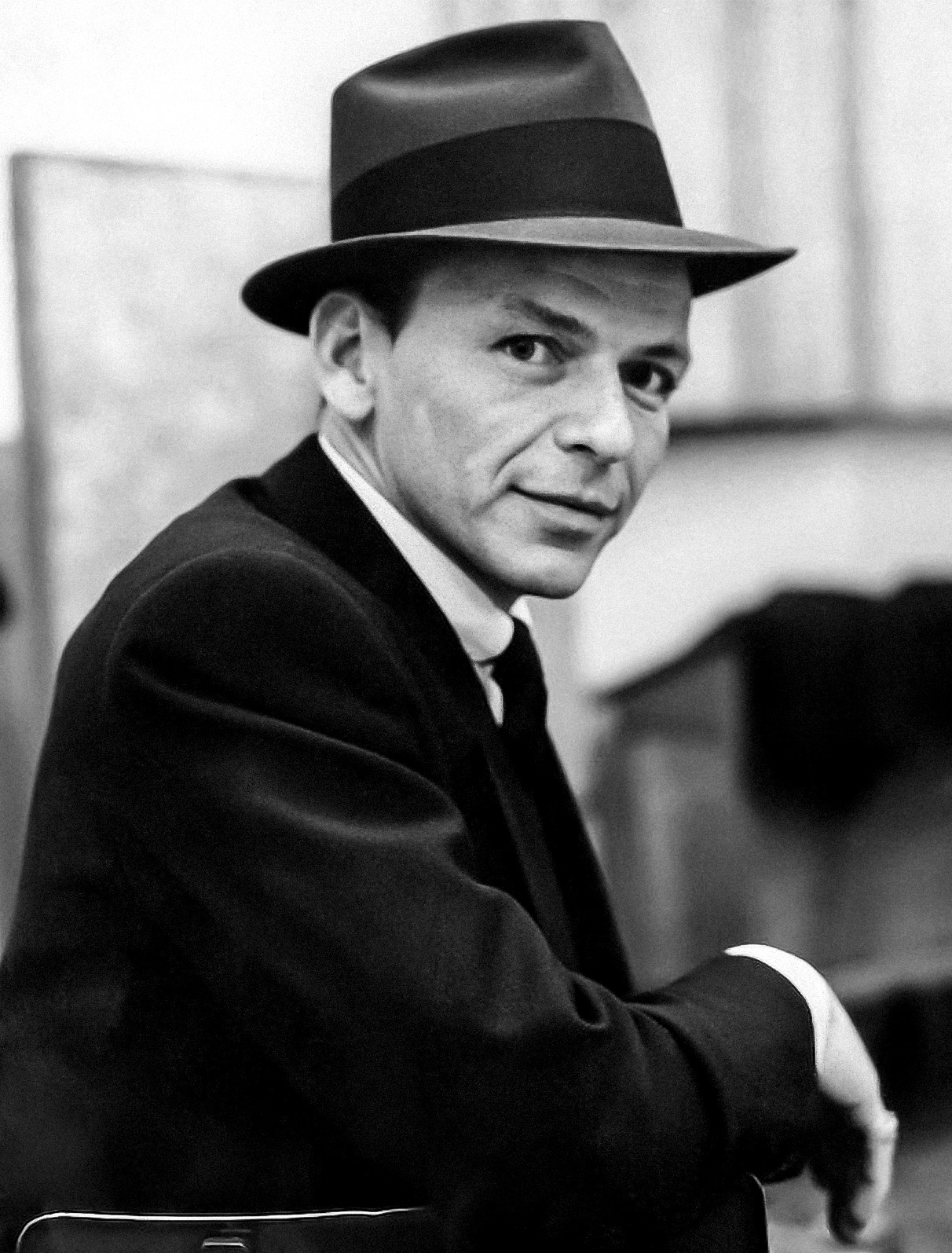
Frank Sinatra

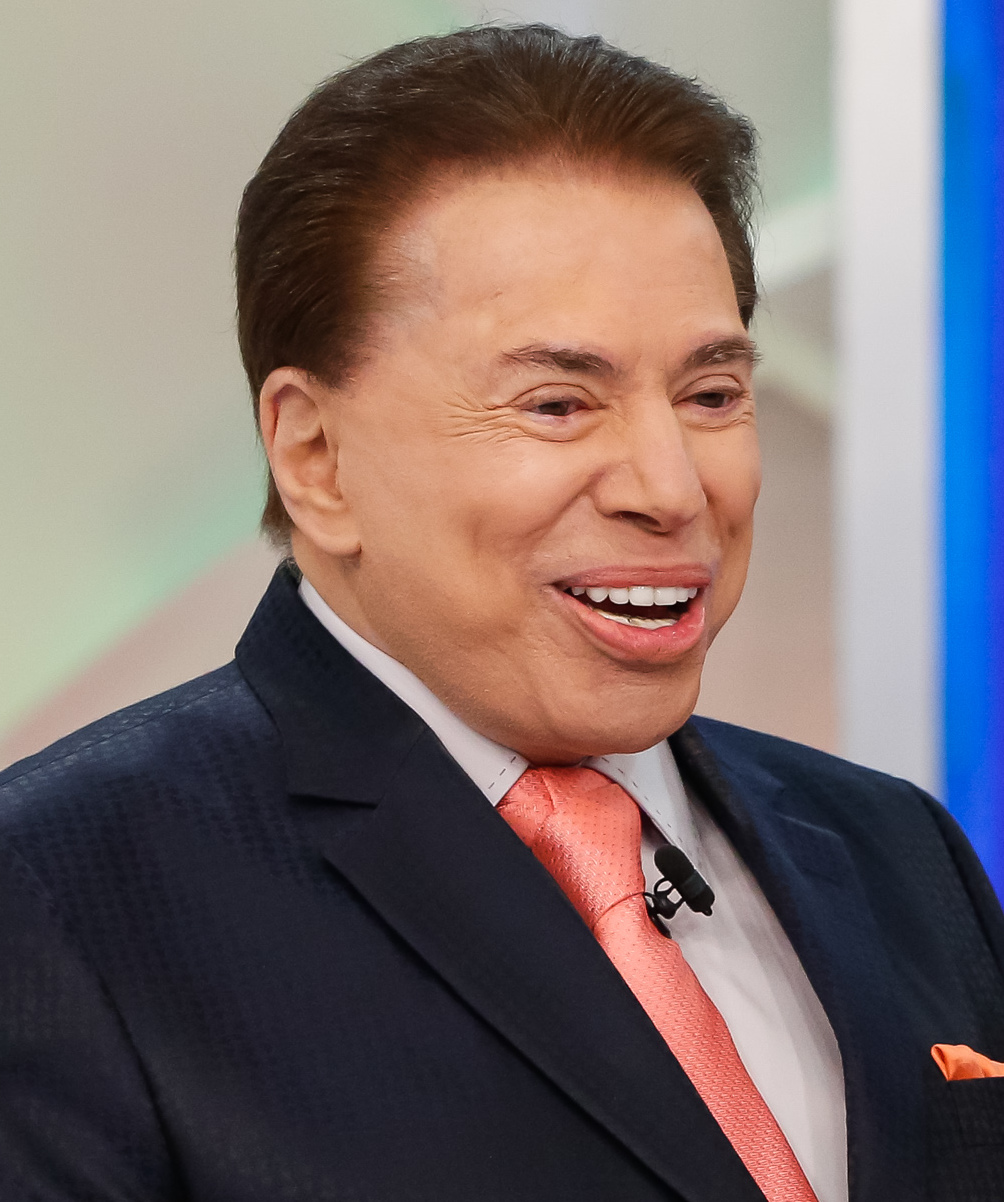
Silvio Santos

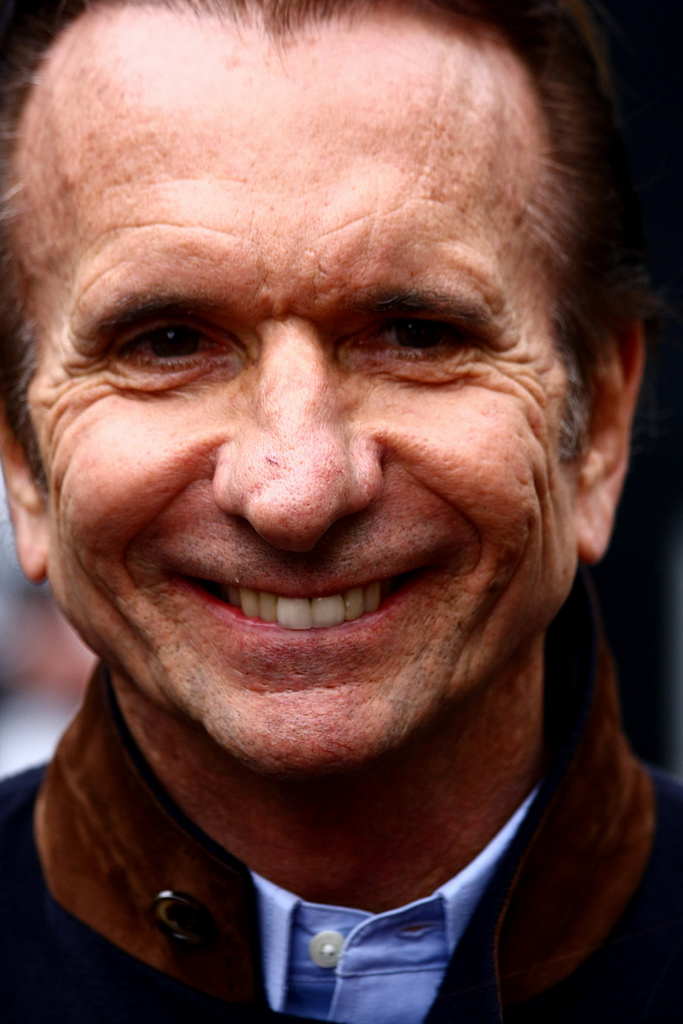
Emerson Fittipaldi

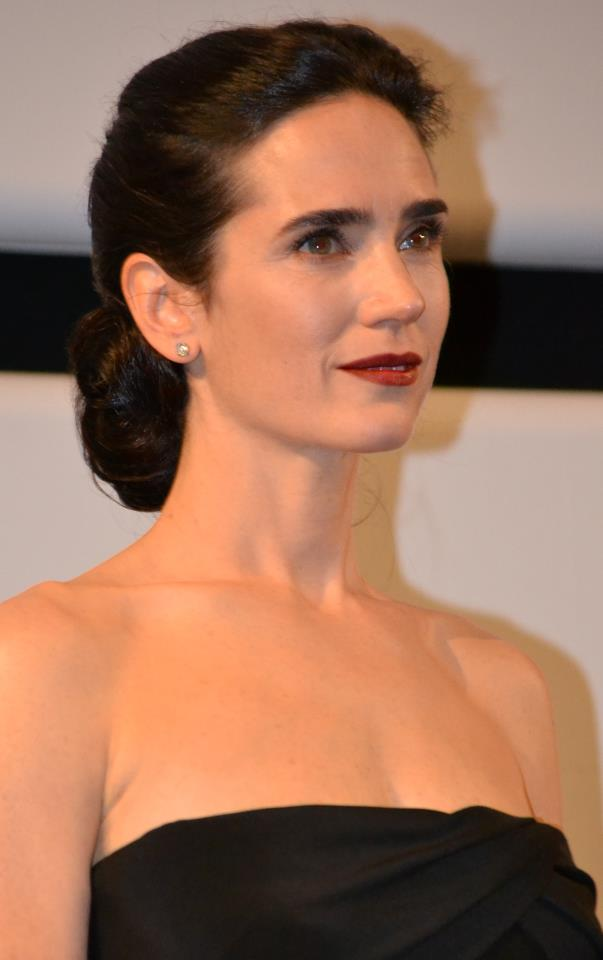
Jennifer Connelly

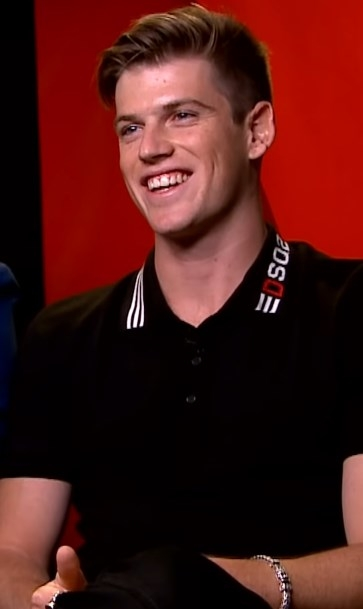
Miguel Bernardeau

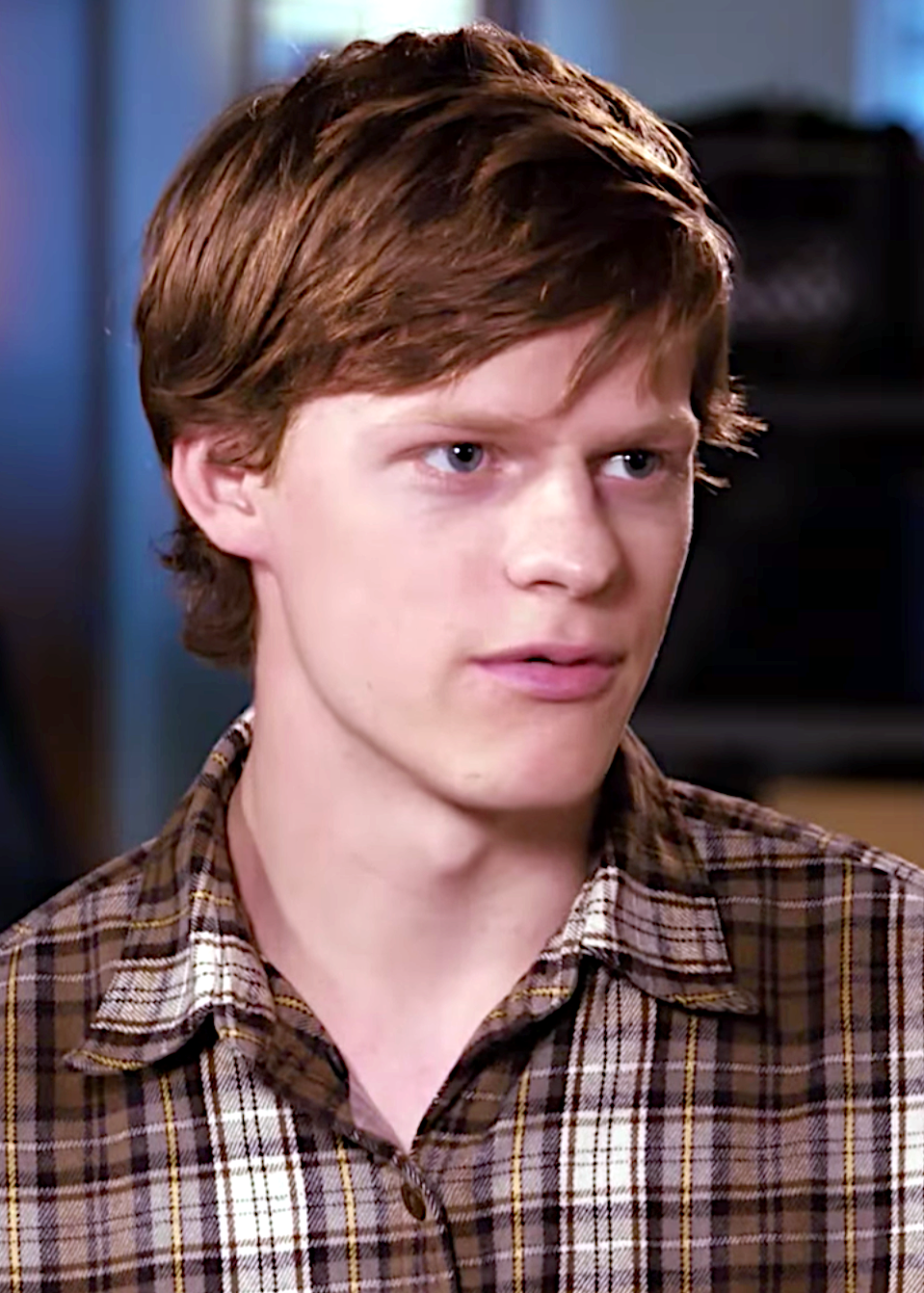
Lucas Hedges

### Anteriores ao século XIX
- 1298 — Alberto II da Áustria (m. 1358).
- 1418 — Alberto VI da Áustria (m. 1463).
- 1526 — Álvaro de Bazán, almirante espanhol (m. 1588).
- 1596 — António Luís de Meneses, 1.º Marquês de Marialva, militar português (m. 1675).
- 1716 — Leopoldina Maria de Anhalt-Dessau, nobre alemã (m. 1782).
- 1791 — Maria Luísa de Áustria, imperatriz da França (m. 1847).
- 1792 — Alexander Ypsilantis, nobre grego (m. 1828).

### Século XIX
- 1803 — James Challis, astrônomo, físico e matemático britânico (m. 1882).
- 1819 — Jules Eugène Lenepveu, pintor francês (m. 1898).
- 1821 — Gustave Flaubert, escritor francês (m. 1880).
- 1832
  - Albert Benjamin Prescott, químico norte-americano (m. 1905).
  - Peter Ludwig Mejdell Sylow, matemático norueguês (m. 1918).
- 1845 — Johann Albert von Regel, médico, botânico e arqueólogo alemão (m. 1909).
- 1846 — Friedrich Wilhelm Zopf, botânico alemão (m. 1909).
- 1859 — Louis Gustave Chauveaud, botânico e anatomista francês (m. 1933).
- 1862
  - Gersz Salwe, enxadrista polonês (m. 1920).
  - Cao Kun, político e militar chinês (m. 1938).
  - Joseph Bruce Ismay, empresário britânico (m. 1937).
- 1863 — Edvard Munch, pintor norueguês (m. 1944).
- 1866 — Alfred Werner, químico francês (m. 1919).
- 1868 — Félix Mesnil, zoólogo e biólogo francês (m. 1938).
- 1875 — Gerd von Rundstedt, militar alemão (m. 1953).
- 1876 — Édouard Wattelier, ciclista francês (m. 1957).
- 1881 — Vincent Hugo Bendix, inventor e empresário norte-americano (m. 1945).
- 1882 — Akiba Rubinstein, enxadrista polonês (m. 1961).
- 1884 — Zinaida Evgenievna Serebriakova, pintora russa (m. 1967).
- 1886
  - Henriqueta Martins Catharino, feminista e educadora brasileira (m. 1969).
  - François Blanchy, tenista francês (m. 1960).
- 1890 — Kazimierz Ajdukiewicz, filósofo polonês (m. 1963).
- 1891 — Buck Jones, ator estadunidense (m. 1942).
- 1893 — Edward G. Robinson, ator e colecionador de arte romeno-americano (m. 1973).
- 1896 — Vassili Gordov, militar russo (m. 1956).
- 1900 — Mária Telkes, cientista, biofísica e inventora húngara (m. 1995).

### Século XX

#### 1901–1950
- 1903 — Yasujiro Ozu, cineasta japonês (m. 1963).
- 1904 — João Luiz Pozzobon, diácono e missionário brasileiro (m. 1985).
- 1905 — Vasily Grossman, escritor e jornalista ucraniano (m. 1964).
- 1906 — Jorge Valderrama, futebolista boliviano (m. 1968).
- 1908 — Félix Welkenhuysen, futebolista belga (m. 1980).
- 1909 — Karen Morley, atriz norte-americana (m. 2003).
- 1911
  - Boun Oum, político laosiano (m. 1980).
  - Maria Cristina de Espanha (m. 1996).
- 1914
  - Patrick O'Brian, escritor e tradutor britânico (m. 2000).
  - Alexandrina Luísa da Dinamarca (m. 1962).
- 1915
  - Frank Sinatra, ator e cantor norte-americano (m. 1998).
  - Augusto Ruschi, cientista, ecologista e naturalista brasileiro (m. 1986).
- 1918
  - Igor Ansoff, matemático e acadêmico russo-americano (m. 2002).
  - Lo Wei, cineasta e ator chinês (m. 1996).
- 1919
  - Dan DeCarlo, cartunista norte-americano (m. 2001).
  - José Villalonga, treinador de futebol espanhol (m. 1973).
- 1920
  - Jorge Dória, ator brasileiro (m. 2013).
  - Margot Duhalde, aviadora chilena (m. 2018).
- 1923 — John Pulman, jogador de snooker britânico (m. 1998).
- 1924 — Ed Koch, político norte-americano (m. 2013).
- 1925
  - Anne V. Coates, editora de cinema britânica (m. 2018).
  - Ahmad Shamlou, poeta e jornalista iraniano (m. 2000).
- 1927 — Walter Gómez, futebolista uruguaio (m. 2004).
- 1928
  - Chinghiz Aitmatov, escritor quirguiz (m. 2008).
  - Stanley Mandelstam, físico teórico norte-americano (m. 2016).
- 1929
  - Antunes Filho, dramaturgo e cineasta brasileiro (m. 2019).
  - John Osborne, dramaturgo, roteirista e ator britânico (m. 1994).
- 1930 — Silvio Santos, apresentador de televisão e empresário brasileiro (m. 2024).
- 1932 — Jenő Dalnoki, futebolista e treinador de futebol húngaro (m. 2006).
- 1933
  - José Maria Santos, ator brasileiro (m. 1990).
  - Manu Dibango, músico camaronês (m. 2020).
- 1934
  - Hilla Limann, político ganês (m. 1998).
  - Miguel de la Madrid, político mexicano (m. 2012).
- 1936
  - Wilson Moreira, cantor e compositor brasileiro (m. 2018).
  - Iolanda Balaș, atleta de salto em altura romena (m. 2016).
- 1937
  - Judy Tegart, ex-tenista australiana.
  - Connie Francis, cantora  e atriz estadunidense (m. 2025).
- 1938 — Felipe Levy, ator e humorista brasileiro (m. 2008).
- 1939
  - Michael Gazzaniga, psicólogo e neurocientista norte-americano.
  - Dezső Molnár, ex-futebolista húngaro.
- 1940
  - Arnaldo Jabor, crítico, cineasta, jornalista e compositor brasileiro (m. 2022).
  - Dionne Warwick, cantora norte-americana.
- 1942
  - John Casablancas, empresário norte-americano (m. 2013).
  - Fatma Girik, atriz e política turca (m. 2022).
- 1943
  - Grover Washington, Jr., saxofonista norte-americano (m. 1999).
  - Miguel Ángel Raimondo, ex-futebolista argentino.
- 1944 — Diana Bracho, atriz mexicana.
- 1945 — Wagner Tiso, compositor brasileiro.
- 1946
  - Emerson Fittipaldi, ex-automobilista brasileiro.
  - Renzo Zorzi, automobilista italiano (m. 2015).
  - Ahmed Rami, ativista político e escritor marroquino.
- 1947
  - Wings Hauser, ator, diretor e roteirista norte-americano.
  - Kailash Purryag, político mauriciano.
- 1948
  - Roelof Wunderink, ex-automobilista neerlandês.
  - Marcelo Rebelo de Sousa, político português.
- 1949
  - Marc Ravalomanana, político malgaxe.
  - Ruy Maurity, compositor e cantor brasileiro (m. 2022).
  - Bill Nighy, ator e dublador britânico.
- 1950
  - Philippe Redon, futebolista e treinador de futebol francês (m. 2020).
  - Eric Maskin, economista norte-americano.

#### 1951–2000
- 1951 — Kátia d'Angelo, atriz brasileira.
- 1952
  - Sarah Douglas, atriz britânica.
  - Helen Dunmore, escritora britânica (m. 2017).
- 1953 — Guel Arraes, cineasta brasileiro.
- 1954 — Kader Abdolah, escritor iraniano.
- 1955
  - Eddy Schepers, ex-ciclista belga.
  - Alfred Leonhard Maluma, bispo católico tanzaniano (m. 2021).
- 1956
  - Johan Van der Velde, ex-ciclista neerlandês.
  - Barry Pickering, ex-futebolista neozelandês.
- 1957 — Susanna Tamaro, escritora italiana.
- 1958
  - Ná Ozzetti, cantora brasileira.
  - Holly Gagnier, atriz norte-americana.
- 1959 — Éverton Nogueira, ex-futebolista brasileiro.
- 1960
  - Volker Beck, político alemão.
  - Q Lazzarus, cantora norte-americana (m. 2022).
  - Krzysztof Kosedowski, ex-pugilista polonês.
- 1961
  - Daniel O'Donnell, cantor e apresentador de televisão irlandês.
  - Andrey Perlov, ex-marchador russo.
- 1962 — Luis Gnecco, ator chileno.
- 1963
  - Carlos Enrique, ex-futebolista e treinador de futebol argentino.
  - Lucien Kassi-Kouadio, futebolista marfinense (m. 2024).
  - Miriam Blasco, ex-judoca espanhola.
  - Juan Carlos Varela, político panamenho.
- 1964 — Kenneth Ham, astronauta norte-americano.
- 1965
  - Stéphane Proulx, automobilista canadense (m. 1993).
  - Ricardo Altamirano, ex-futebolista argentino.
  - Abdulaziz Mohamed, ex-futebolista emiratense.
- 1966
  - Royce Gracie, ex-lutador brasileiro de artes marciais mistas.
  - Maurizio Gaudino, ex-futebolista alemão.
- 1967 — Yuzo Koshiro, músico de videogames japonês.
- 1968 — Anita Valen, ex-ciclista norueguesa.
- 1969
  - Jurgen van den Goorbergh, ex-motociclista neerlandês.
  - Sophie Kinsella, escritora britânica.
- 1970
  - Jennifer Connelly, atriz norte-americana.
  - Mädchen Amick, atriz norte-americana.
  - Regina Hall, atriz norte-americana.
- 1972 — Wilson Kipketer, ex-atleta queniano-dinamarquês.
- 1973
  - Gary Breen, ex-futebolista irlandês.
  - Denise Parker, arqueira norte-americana.
- 1974
  - Franklin Anangonó, futebolista equatoriano (m. 2022).
  - Nolberto Solano, ex-futebolista peruano.
- 1975
  - Craig Moore, ex-futebolista australiano.
  - Mayim Bialik, atriz e neurocientista norte-americana.
- 1976
  - Adriana Alves, atriz brasileira.
  - Jana Ina Zarrella, modelo e apresentadora brasileira.
- 1977
  - Bridget Hall, modelo norte-americana.
  - Evangelista Santos, lutador brasileiro de artes marciais mistas.
- 1978
  - Luciano Emilio, ex-futebolista brasileiro.
  - Flávia Saddy, dubladora brasileira.
- 1979 — John Salmons, jogador de basquete norte-americano.
- 1980 — Fausto, ex-futebolista brasileiro.
- 1981
  - Eddie Kingston, lutador profissional norte-americano.
  - Olof Mörck, guitarrista sueco.
- 1982 — Dmitry Tursunov, ex-tenista russo.
- 1983 — Roni Porokara, ex-futebolista finlandês.
- 1984
  - Daniel Agger, ex-futebolista dinamarquês.
  - Angelique Widjaja, ex-tenista indonésia.
  - Jessica Landström, ex-futebolista sueca.
- 1985
  - Guilherme, futebolista brasileiro-russo.
  - Juninho Quixadá, futebolista brasileiro.
  - Domingos, ex-futebolista brasileiro.
- 1986
  - Mário Felgueiras, futebolista português.
  - Qri, cantora sul-coreana.
  - Përparim Hetemaj, futebolista finlandês.
  - Lucas Calabrese, velejador argentino.
- 1987
  - Adam Larsen Kwarasey, ex-futebolista ganês.
  - Ronald Ketjijere, futebolista namibiano.
- 1988
  - Micael Borges, cantor e ator brasileiro.
  - Hahm Eun-jung, cantora e atriz sul-coreana.
  - Douglas Friedrich, futebolista brasileiro.
  - Simone Grippo, futebolista suíço.
- 1989 — Esquiva Falcão, pugilista brasileiro.
- 1990
  - Renan, ex-futebolista brasileiro.
  - Romarinho, futebolista brasileiro.
  - Victor Moses, futebolista nigeriano.
  - Ane Santesteban, ciclista espanhola.
  - Seungri, cantor sul-coreano.
  - Ashton Lambie, ciclista norte-americano.
- 1991 — Jaime Lorente, ator espanhol.
- 1992 — Ramon Azeez, ex-futebolista nigeriano.
- 1993
  - Max Rendschmidt, canoísta alemão.
  - Miloud Rebiaï, futebolista argelino.
- 1994
  - Nathaniel Chalobah, futebolista britânico.
  - Otto Warmbier, estudante norte-americano (m. 2017).
- 1995 — Santiago Danani, jogador de vôlei argentino.
- 1996
  - Gabi Martins, cantora e compositora brasileira.
  - Miguel Bernardeau, ator espanhol.
  - Oliver Askew, automobilista norte-americano.
  - Mohamed Mara, futebolista guineano.
  - Lucas Hedges, ator norte-americano.
- 1997
  - Ravi Kumar Dahiya, lutador indiano.
  - Sam Ligtlee, ciclista neerlandês.
- 1999 — Jonathan Nahimana, futebolista burundinês.
- 2000 — Lucas Jade Zumann, ator norte-americano.

### Século XXI
- 2001 — Michael Olise, futebolista anglo-francês.
- 2002 — Allegra Acosta, atriz e cantora norte-americana.
- 2003 — Kyshawn George, jogador de basquete suíço-canadense.
- 2004 — Sky Katz, rapper e atriz norte-americana.
- 2008 — Alba Hurup Larsen, automobilista dinamarquesa.

## Mortes

### Anteriores ao século XIX
- 0563 — Finnian de Clonard, religioso irlandês (n. ?).
- 0894 — Guido III de Espoleto (n. c. 828).
- 1112 — Tancredo da Galileia, cavaleiro normando (n. 1072).
- 1349 — Joana da Borgonha, rainha de França (n. 1293/94).
- 1395 — Iolanda de Dampierre, condessa de Bar (n. 1326).
- 1474 — Henrique IV de Castela (n. 1425).
- 1486 — Margarida da Áustria, Eleitora da Saxônia (n. 1416 ou 1417).
- 1559 — Andreas Aurifaber, médico alemão (n. 1514).
- 1618 — Pedro de Cristo, compositor português (n. 1545/1550).
- 1685 — John Pell, matemático inglês (n. 1611).
- 1688 — Emilia Butler, Condessa de Ossory (n. 1635).
- 1751 — Henry St John, 1.º visconde Bolingbroke (n. 1678).
- 1766 — Johann Christoph Gottsched, escritor, crítico e dramaturgo alemão (n. 1700).

### Século XIX
- 1803 — Frederico Adolfo, Duque da Gotalândia Oriental (n. 1750).
- 1805 — John Almon, jornalista e escritor britânico (n. 1737).
- 1864 — William Balfour Baikie, explorador, naturalista e filólogo britânico (n. 1824).
- 1877 — José de Alencar, escritor brasileiro (n. 1829).
- 1883 — Augusto Teixeira de Freitas, jurista brasileiro (n. 1816).
- 1889 — Viktor Bunyakovsky, matemático russo (n. 1804).
- 1894 — John Sparrow David Thompson, político canadense (n. 1845).

### Século XX
- 1913 — Menelique II da Etiópia (n. 1844).
- 1921 — Henrietta Swan Leavitt, astrônoma estado-unidense (n. 1868).
- 1962 — Pagu, escritora e jornalista brasileira (n. 1910).
- 1963 — Yasujiro Ozu, cineasta japonês (n. 1903).
- 1985 — Phil Karlson, cineasta estadunidense (n. 1908).
- 1988 — Dick Clair, ator, produtor de televisão e roteirista norte-americano (n. 1931).
- 1991 — Eleanor Boardman, atriz americana (n. 1898).
- 1994 — Nicolaas Kuiper, matemático neerlandês (n. 1920).
- 1998 — Jimmy "Orion" Ellis, cantor norte-americano (n. 1945).
- 1999 — Joseph Heller, escritor estadunidense (n. 1923).
- 2000
  - Libertad Lamarque, atriz e cantora argentina (n. 1908).
  - George Montgomery, ator norte-americano (n. 1916).

### Século XXI
- 2001 — Josef Bican, futebolista tcheco (n. 1913).
- 2002 — Orlando Vilas-Boas, sertanista brasileiro (n. 1914).
- 2003 — Heydar Aliyev, político azeri (n. 1923).
- 2007
  - Borges de Barros, ator, humorista e dublador brasileiro (n. 1920).
  - Ike Turner, músico norte-americano (n. 1931).
  - Márcio Montarroyos, músico brasileiro (n. 1948).
- 2008
  - Daniel Carleton Gajdusek, médico virologista e antropólogo americano (n. 1923).
  - Maksym Pashayev, futebolista ucraniano (n. 1988).
  - Tássos Papadópoulos, político cipriota (n. 1934).
- 2009 — Klavdiya Boyarskikh, esquiadora russa (n. 1939).
- 2013
  - Zbigniew Karkowski, compositor polonês (n. 1958).
  - Chang Song-taek, político norte-coreano (n. 1946).
- 2014 — Norman Bridwell, autor e desenhista estadunidense (n. 1928).
- 2016
  - Bob Schnelker, jogador de futebol americano estadunidense (n. 1928).
  - Javier Echevarría, bispo espanhol (n. 1932).
  - Shirley Hazzard, escritora australiana (n. 1931).
- 2017 — Edwin M. Lee, político americano (n. 1952).
- 2019
  - Peter Snell, atleta neozelandês (n. 1938).
  - Danny Aiello, ator americano (n. 1933).
- 2020
  - Benedito Custódio Ferreira, futebolista brasileiro (n. 1930).
  - John le Carré, escritor britânico (n. 1931).
  - Armando Soares, toureiro português (n. 1935).
- 2022
  - Jonas Abib, sacerdote católico brasileiro (n. 1936).
  - Hermann Nuber, futebolista alemão (n. 1935).
- 2024 — Amaury Antônio Pasos, ex-basquetebolista brasileiro (n. 1935)

## Feriados e eventos cíclicos

### Brasil
- Feriado em Cachoeira Paulista, São Paulo - Dia em homenagem ao monsenhor Jonas Abib, fundador da Canção Nova.
- Aniversário do município de Ouro Branco, Minas Gerais
- Aniversário do município de Coluna, Minas Gerais
- Aniversário do município de Ibirá, São Paulo
- Aniversário do município de Cabedelo, Paraíba
- Aniversário do município de Perdigão, Minas Gerais
- Aniversário do município de Belo Horizonte, capital de Minas Gerais
- Aniversário do município de Bom Repouso, Minas Gerais
- Aniversário do município de Braúnas, Minas Gerais
- Aniversário do município de Coronel Murta, Minas Gerais
- Aniversário do município de Barroso, Minas Gerais
- Aniversário do município de Faria Lemos, Minas Gerais
- Aniversário do município de Picos, Piauí
- Aniversário do município de Altônia, Paraná
- Aniversário do município de Itapetinga, Bahia
- Aniversário do município de Ilicínea, Minas Gerais
- Aniversário do município de Vazante, Minas Gerais
- Aniversário do município de Taiobeiras, Minas Gerais
- Aniversário do município de Mogeiro, Paraíba
- Aniversário do município de Gouveia, Minas Gerais
- Aniversário do município de Ipaumirim, Ceará
- Aniversário do município de Santa Helena, Paraíba

### Internacional
- Dia Internacional da Criança na Mídia – criado pelo UNICEF
- Dia Internacional do Heavy metal

### Cristianismo
- Abra de Poitiers
- Columba de Terryglass
- Corentino de Quimper
- Finnian de Clonard
- Nossa Senhora de Guadalupe

## Outros calendários
- No calendário romano era o dia de véspera dos idos de dezembro.
- No calendário litúrgico tem a letra dominical C para o dia da semana.
- No calendário gregoriano a epacta do dia é ix.